# Barleria submollis
Barleria submollis är en akantusväxtart som beskrevs av Gustav Lindau. Barleria submollis ingår i släktet Barleria och familjen akantusväxter. Inga underarter finns listade i Catalogue of Life.